# Galactia rubra
Galactia rubra är en ärtväxtart som först beskrevs av Nikolaus Joseph von Jacquin, och fick sitt nu gällande namn av Ignatz Urban. Galactia rubra ingår i släktet Galactia och familjen ärtväxter. Inga underarter finns listade i Catalogue of Life.